# Bulbophyllum kaniense
Bulbophyllum kaniense là một loài phong lan thuộc chi Bulbophyllum.